# 國防研究委員會
國防研究委員會（英語：National Defense Research Committee，简称）是1940年6月27日至1941年6月28日期间，美国为“协调、监督、进行战争物资设计、制作、使用相关的科学研究活动”而设立的机构。由于该机构都是在研究二战期间极为重要的军事技术（包括雷达及原子弹等），其绝大部分工作都是在绝密状态下进行的。后来，在1941年，國防研究委員會被科学研究与开发办公室取代，变为一个顾问机构，并最终于1947年中止。